# Julie Christensen
Julie Christensen (* 21. ledna 1956) je americká zpěvačka. Narodila se ve státě Iowa, ale většinu života žije v Kalifornii. V devadesátých letech spolupracovala s kanadským hudebníkem Leonardem Cohenem (doprovázela jej při koncertech a zpívala doprovodné vokály na albu The Future). Později se začala věnovat sólové kariéře a v roce 1996 vydala své debutové album nazvané Love Is Driving. Později vydala několik alb a v roce 2005 přispěla společně s Perlou Batalla do filmu Leonard Cohen: I'm Your Man. Během své kariéry spolupracovala i s dalšími hudebníky, mezi které patří například Robben Ford, Rufus Wainwright či Exene Cervenka. Jejím prvním manželem byl koncem osmdesátých let Chris Desjardins; v roce 1993 se provdala za herce Johna Diehla.

## Sólová diskografie
- Love Is Driving (1996)
- Soul Driver (2000)
- Something Familiar (2006)
- Where the Fireworks Are (2007)[2]